# 東液供給センター
株式会社東液供給センター（とうえききょうきゅうせんたー、英: TOEKIKYOKYUCENTER Co., Ltd.）は、愛知県名古屋市熱田区に本社を置く液化石油ガスの配送事業者である。

## 概要
液化石油ガス、圧縮天然ガス、その他燃料類の配送業務、充てん施設の運営管理、液化石油ガスの供給設備の保安業務を行っている。

## 沿革
- 1978年（昭和53年）9月18日 - 株式会社東液供給センターを設立。
- 1979年（昭和54年）7月 - 日進出張所を開設。
- 1980年（昭和55年）9月 - 大府出張所を開設。
- 1983年（昭和58年）2月 - 小牧事業所を開設
- 1985年（昭和60年）12月 - 岡崎事業所を開設。
- 1987年（昭和62年）10月 - 名港事業所を開設。
- 1988年（昭和63年）7月 - 多治見出張所を開設。
- 1994年（平成6年）11月 - 川越事業所を開設。
- 1997年（平成9年）1月 - 認定保安機関として保安業務の受託を開始。
- 2001年（平成13年）12月 - 可児事業所を開設。
- 2003年（平成15年）5月 - 八開事業所を開設。
- 2005年（平成17年）7月 - 鈴鹿基地、津事業所、志摩事業所、各務原基地を開設。
- 2021年（令和3年）4月 - 江南事業所、大府事業所、豊田事業所、安城事業所を開設。
- 2023年（令和5年）7月 - 可児事業所を開設。
- 2024年（令和6年）1月 - 定期保安点検業務を東邦液化株式会社へ移管。

## 事業所
- 本社（愛知県名古屋市熱田区）
- 事業所[1]
  - 名港、八開、小牧、岡崎、三好、安城、江南、大府、各務原、西濃、美濃加茂、恵那、大垣、中津川、美濃、多治見、可児、鈴鹿、四日市、津、志摩

## 関連会社
- 東邦液化ガス株式会社